# 이노우에 네네
이노우에 네네(일본어: 井上 ねね, 1995년 6월 28일 ~ )는 일본의 여자 축구, 풋살 선수이다.

## 축구 경력
그녀는 2012년 FIFA U-17 여자 월드컵에 참가할 일본 U-17 국가대표팀에 발탁되었으며, 1경기에 출전했다. 2015년 하계 유니버시아드에도 출전, 동메달 획득에 기여했다.

## 풋살 경력
그녀는 2025년 AFC 여자 풋살 아시안컵에 참가할 일본 국가대표팀에 발탁되었으며, 우승에 기여했다. 대회 베스트 골키퍼.